# Hammal

Hammal är en by som ligger i Sundsvalls kommun i Sköns socken, Västernorrlands län.